# Deutsche Reichsbahn (Německá demokratická republika)
Národní železniční společnost (unitární železnice ve vlastnictví státu) Německé demokratické republiky existující v letech 1949–1993 nesla tradiční, již dříve pro německé dráhy užívaný název Deutsche Reichsbahn. Po zániku státu byla k 1. lednu 1994 začleněna do Deutsche Bahn.
Deutsche Reichsbahn užívala zkratku DR a byl jí přidělen UIC kód 50. Po zániku společnosti a přechodném období byl tento kód přidělen jiné, nově vzniklé železnici – ŽFBH - Železnice Federace Bosny a Hercegoviny, zatímco zkratku (VKM) nyní používá Deutsche Regionalbahn .